# Middletown (Delaware)
Middletown è una città degli Stati Uniti d'America di 25 567 abitanti, situata nella Contea di New Castle, nello Stato del Delaware.

## Geografia fisica

### Territorio

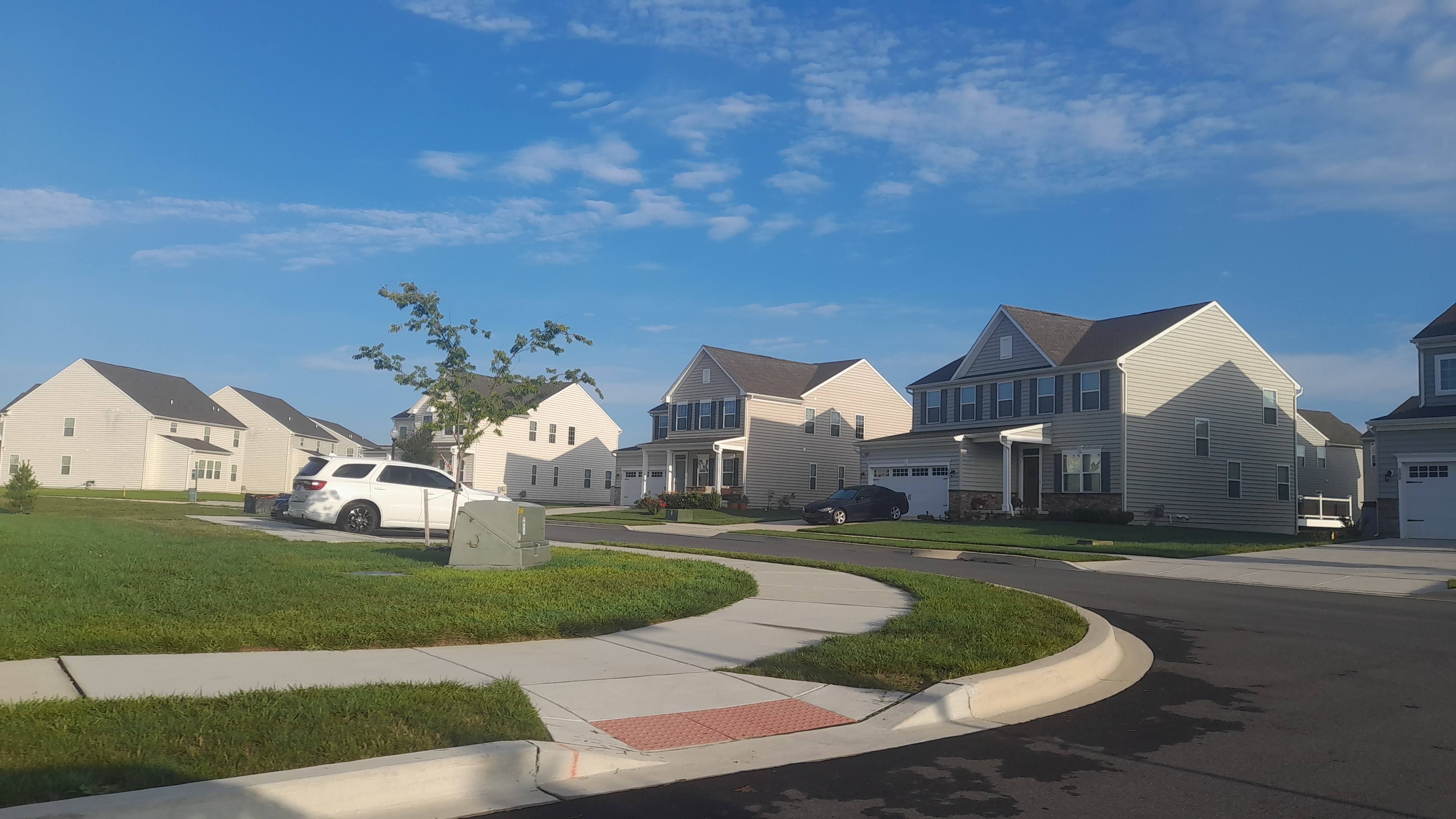

Middletown è situata nel nord dello Stato del Delaware, ad un'altezza di 20 metri sopra il livello del mare. Secondo lo United States Census Bureau, la città si estende per un territorio pari a 32,75 km², quasi del tutto occupati da terre, mentre le acque costituiscono solamente lo 0,16% dell'intera estensione comunale. Le recenti annessioni di terreni hanno stimolato la crescita di Middletown, portandola ad essere l'area in più rapida crescita nel Delaware. Tra il 2000 e il 2010, la popolazione della città è cresciuta del 206,3%.

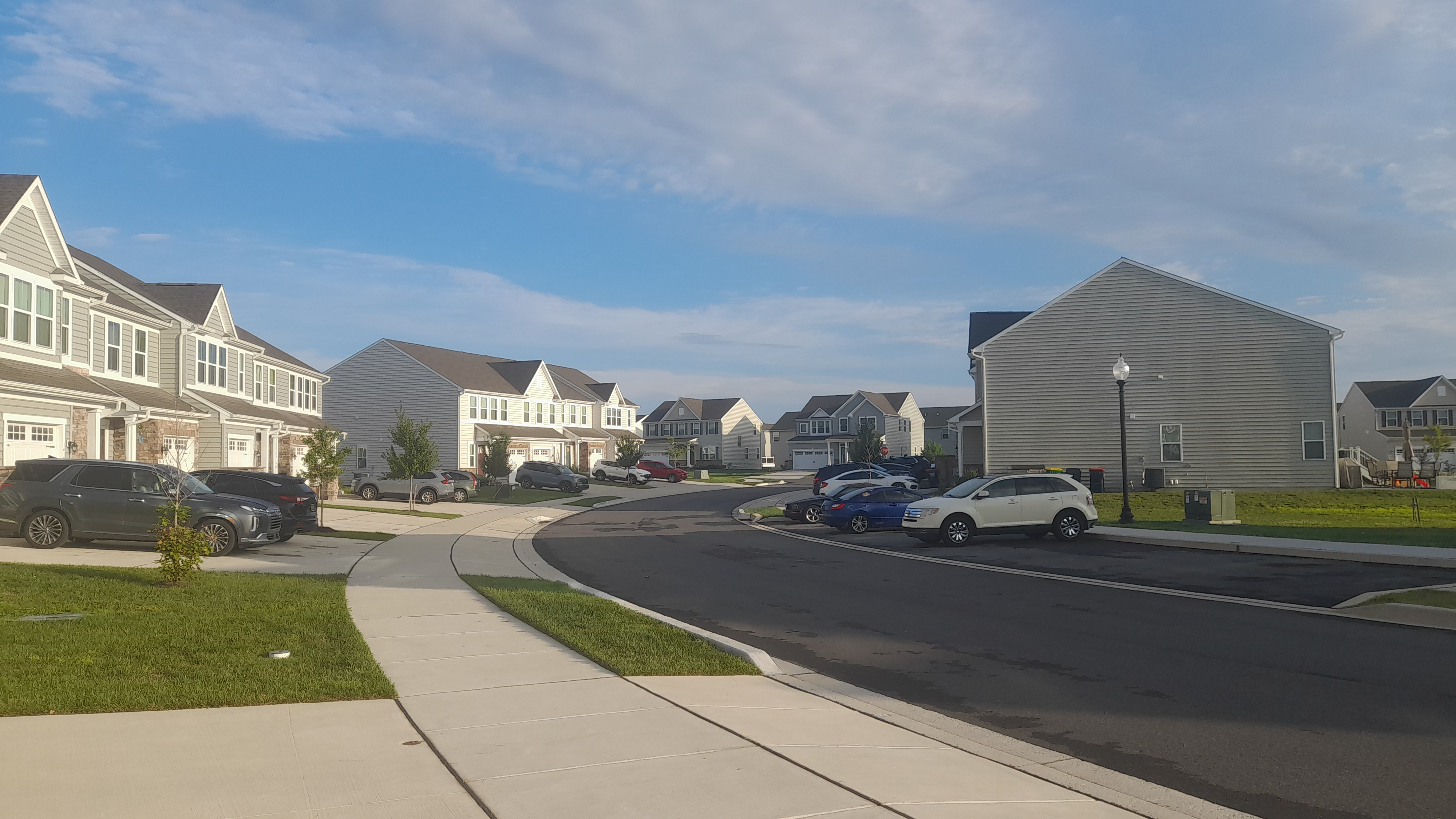

## Società

### Etinie e minoranze straniere
Secondo il censimento del 2000, vivevano a Middletown 6.161 persone, e vi erano 1.631 famiglie. La densità di popolazione si aggirava sui 371,7 ab./km². Nel territorio comunale erano presenti 2.514 strutture abitative. Dal punto di vista etnico il 94,42% della popolazione era bianca, l'1,30% era afroamericana, lo 0,11% era nativa mentre lo 0,78% era asiatica. Il restante 3,39% della popolazione invece apparteneva ad altre etnie.
Per quanto riguarda le fasce d'età, il 30,9% degli abitanti era al di sotto dei 18 anni, il 9,5% era fra i 18 e i 24, il 33,5% era fra i 25 e i 44, il 18,3% era fra i 45 e i 64, mentre infine il 7,9% era al di sopra dei 65 anni. L'età media della popolazione era di 31 anni. Per ogni 100 donne c'erano 90,7 maschi.
Secondo una stima del 2021 del Censis Bureau, la popolazione della città era di 9.121 abitanti.

## Economia

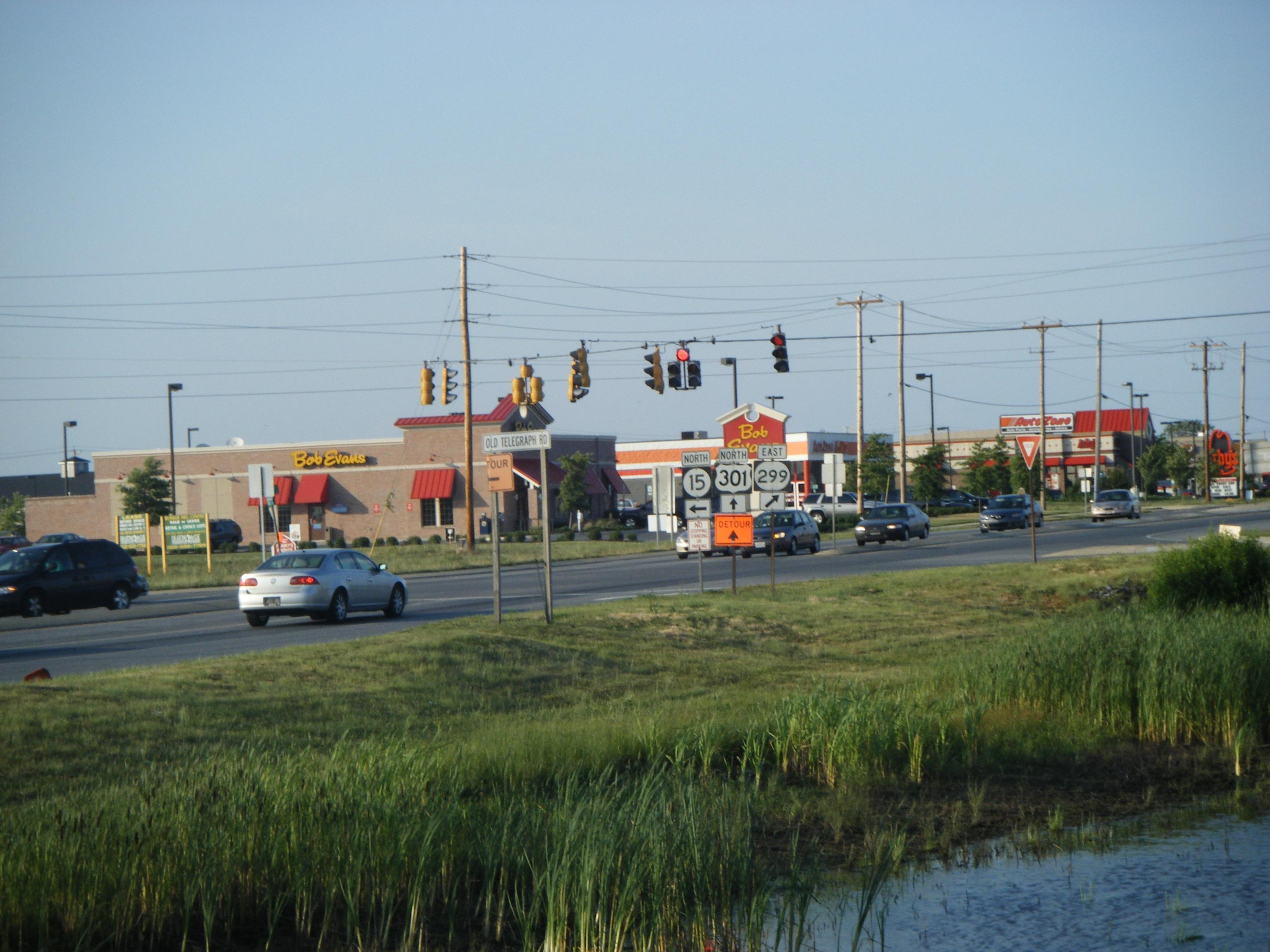

Il commercio di Middletown è cresciuto di conseguenza all'espansione. Negozi e Catene alimentari hanno aperto sedi nella zona, con una crescita significativa lungo il corridoio US 301. Anche un centro di distribuzione di Amazon è stato creato a Middletown.
Come risultato della rapida crescita dell'area, Middletown ha istituito la propria forza di polizia, il Middletown Police Department, il 2 luglio 2007. Il Police Department è stato ufficialmente avviato il 3 ottobre 2007, con una fondazione di 20 ufficiali provenienti dai dipartimenti di polizia del Delaware circostanti.

## Cultura

### Media

#### Stampa
Il The Middletown Transcript, che ha oltre 140 anni, è il maggiore giornale della zona di Middletown, Odessa e di Townsend. Il primo numero fu stampato il 4 gennaio 1868. Questa rivista esce sempre al giovedì, e la sua sede principale è al 24 di West Main Street.

#### Televisione
Il film di successo del 1989 L'attimo fuggente, con Robin Williams, fu girato quasi esclusivamente nell'area della St. Andrew's School. Le scene del teatro furono invece filmate all'Everett Theatre sulla Main Street.
In un episodio della serie West Wing - Tutti gli uomini del Presidente intitolato Le due cattedrali, alcune scene furono girate sempre presso la St. Andrew's School.

### Eventi
Middletown ospita l'Olde Tyme Peach Festival, una tradizione annuale che attrae decine di migliaia di visitatori ogni agosto. Main Street, nel centro della città, è chiusa al traffico e le attività iniziano con una sfilata lungo la strada. Altri intrattenimenti includono mostre d'arte e storiche locali, musica dal vivo, artigianato, giochi e una varietà di cibo, tra cui dolcetti al gusto di pesca a tempo limitato. C'è anche una corsa/camminata di 5 km lo stesso giorno del festival, dove tutti i proventi vengono donati a beneficio dei sostenitori sportivi locali.
Middletown ospita la MOT Big Ball Marathon, un evento annuale del Labor Day a beneficio di enti di beneficenza locali. La maratona dura 24 ore di fila e persone di tutte le età si presentano per giocare a baseball in squadre precedentemente registrate con una palla da softball di grandi dimensioni, da cui il nome "Big Ball". Nel 2013 la maratona ha avuto il suo anno di maggior successo, raccogliendo un record di $ 65.000 in fondi in 24 ore.
Middletown ospita anche una sfilata annuale degli Hummers. Il nome della sfilata è una parodia della vicina sfilata dei Philadelphia Mummers. A differenza dei Mummers, che vengono giudicati seriamente, gli Hummers si vestono e prendono in giro tutti i titoli delle notizie più popolari, gli eventi politici, delle celebrità e locali dell'anno.

## Infrastrutture e trasporti

### Strade

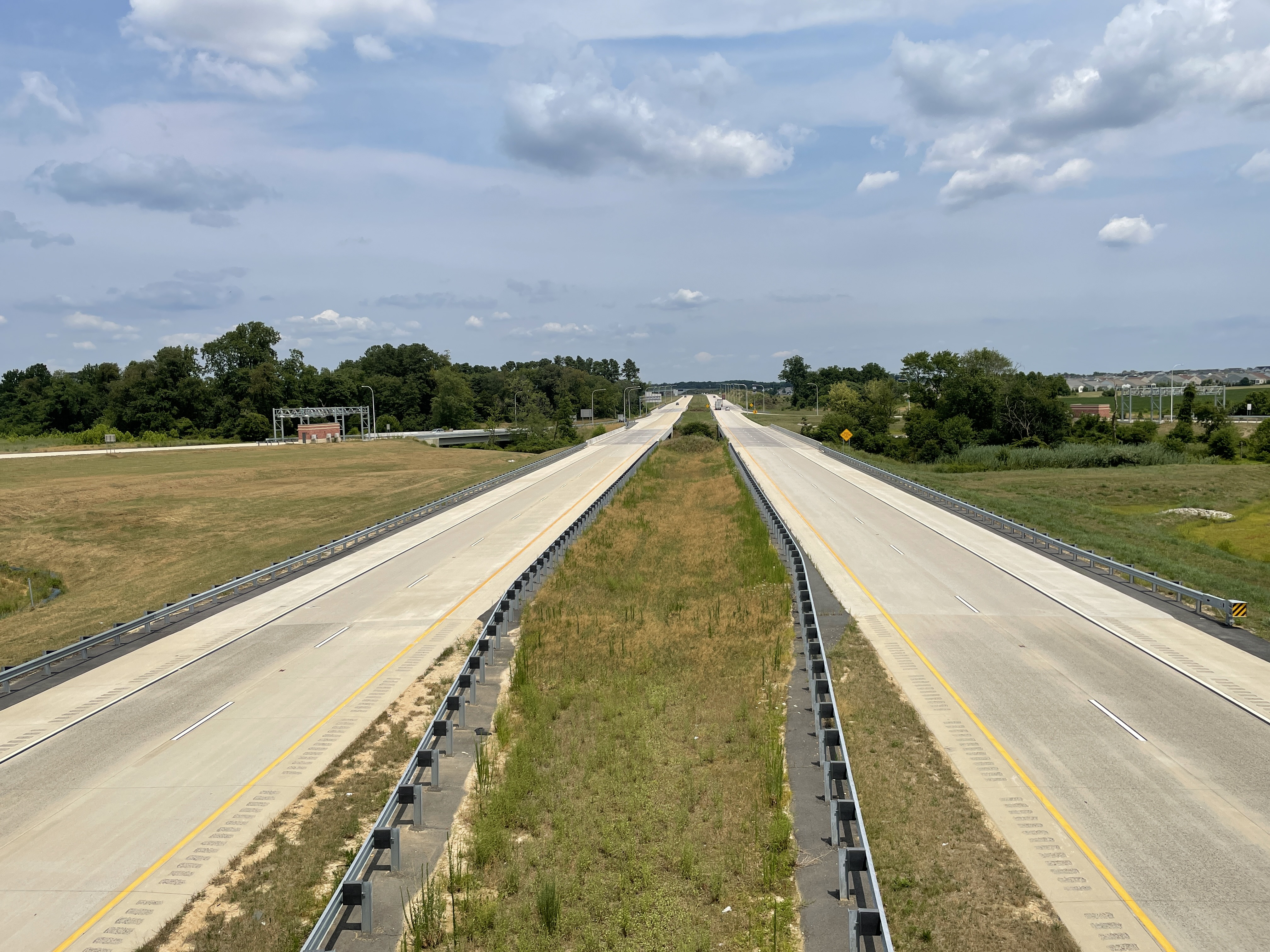
US 301 northbound at the DE 299 interchange in Middletown

La strada a pedaggio Delaware Route 1 passa lungo il margine orientale di Middletown e la città ha un'uscita segnalata a Odessa per Delaware Route 299. La strada a pedaggio US Route 301 è situata a ovest e a nord di Middletown, servendo il Chesapeake Bay Bridge a sud-ovest. La US 301 ha uscite per Middletown a DE 299 a ovest della città e Delaware Route 71 a nord della città. DE 71 passa da nord a sud attraverso Middletown su Broad Street e si dirige a nord verso Summit Bridge e a sud verso Townsend e US Route 13. DE 299 passa da est a ovest attraverso Middletown su Main Street. Delaware Route 15, una strada rurale, è concomitante con DE 299 a Middletown, consentendo l'accesso a Dover e Smyrna.

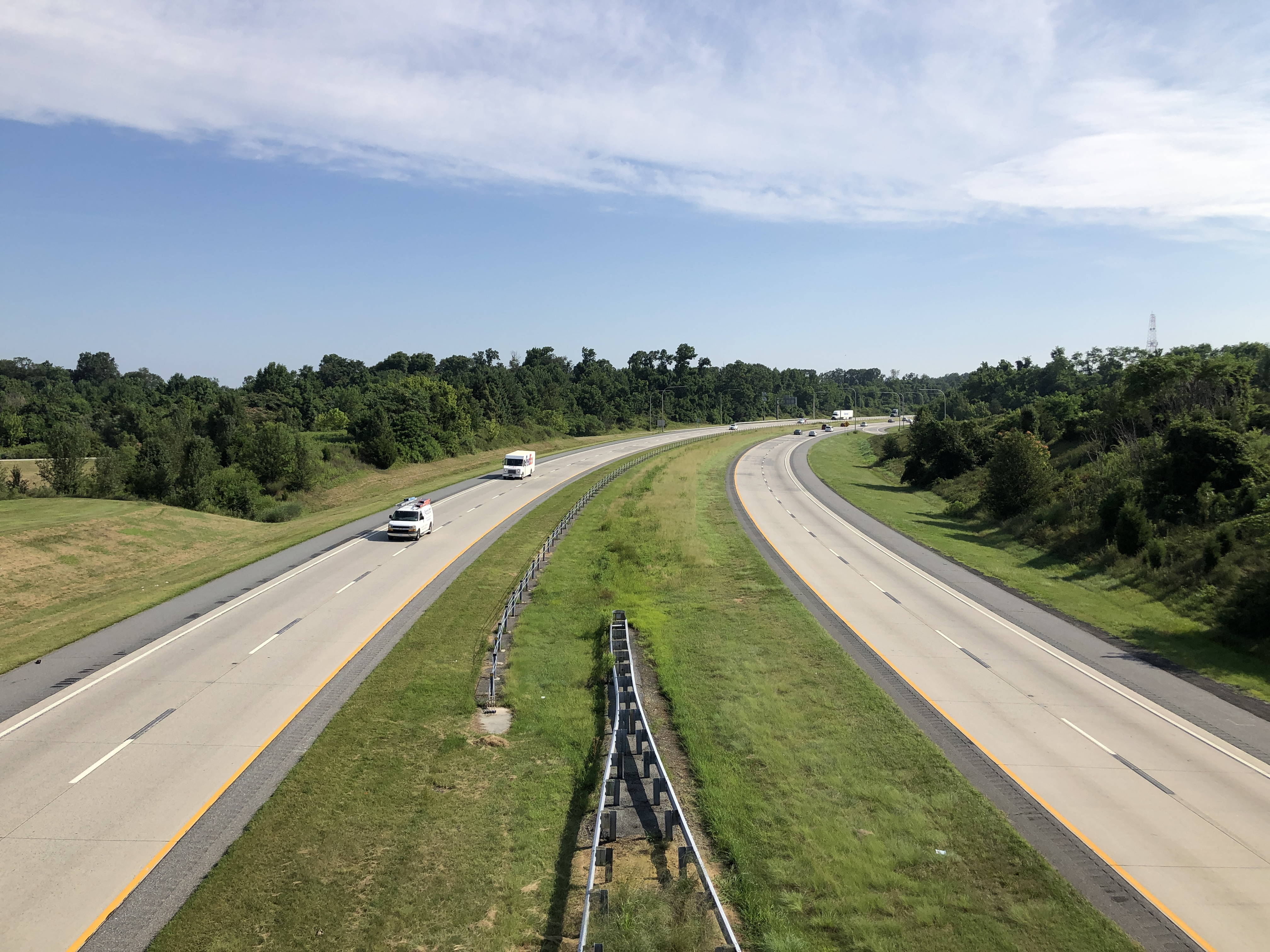
DE 1 northbound on the east edge of Middletown

DE 1 in direzione nord sul confine orientale di Middletown
DART First State serve Middletown lungo la linea di autobus Route 46, che collega un parcheggio di parcheggio a Odessa e il Newark Transit Hub a Newark, passando per Middletown e servendo il centro di distribuzione di Amazon. Dal parcheggio di parcheggio a Odessa, i passeggeri hanno accesso alla linea di autobus Route 301 per Wilmington e Dover e alla linea stagionale Route 305 "Beach Connection" per Lewes. La linea di autobus Route 37 fornisce un servizio nelle ore di punta nei giorni feriali e il sabato tra il centro di distribuzione di Amazon a Middletown e Wilmington tramite il Christiana Mall. La linea di autobus Route 302 fornisce un servizio intercontea tra un parcheggio di parcheggio a North Middletown e Dover tramite Middletown, servendo il centro di distribuzione di Amazon. Cecil Transit gestisce una linea Demand Response due volte al mese tra Cecilton, Maryland e Middletown, offrendo ai residenti della contea meridionale di Cecil l'accesso allo shopping e all'assistenza sanitaria a Middletown.
La linea Delmarva Subdivision della Delmarva Central Railroad attraversa il centro di Middletown.
Il Summit Airport si trova appena a nord della città. Il più grande Wilmington Airport si trova a New Castle, con un servizio aereo commerciale molto limitato. L'aeroporto più vicino con un servizio aereo commerciale esteso è il Philadelphia International Airport a Philadelphia, Pennsylvania.

### Ospedali
Il Christiana Care Health System gestisce il Middletown Free-standing Emergency Department a Middletown, offrendo cure di emergenza 24 ore su 24 con 18 sale per trattamenti. È stato aperto nell'aprile 2013 con un costo di 34 milioni di dollari.